# Edtjärnet (Ärtemarks socken, Dalsland)
Edtjärnet är en sjö i Bengtsfors kommun i Dalsland och ingår i Göta älvs huvudavrinningsområde.